# Gerard Wodarz
Gerard Wodarz (ur. 10 sierpnia 1913 w Hajdukach Wielkich, zm. 8 listopada 1982 w Chorzowie) – polski piłkarz występujący na pozycji napastnika, reprezentant Polski w latach 1932–1939, uczestnik Igrzysk Olimpijskich 1936 oraz Mistrzostw Świata 1938, trener piłkarski, żołnierz Wehrmachtu i Polskich Sił Zbrojnych w okresie II wojny światowej.
Przez znaczny okres trwania kariery związany był z Ruchem Chorzów. W 1926 roku rozpoczął treningi w zespole juniorów, w sezonie 1929 natomiast włączono go do kadry pierwszego zespołu. Występował w Ruchu do momentu wybuchu II wojny światowej i zdobył z nim pięciokrotnie mistrzostwo Polski (1933, 1934, 1935, 1936, 1938). W latach 1939–1941 grał w utworzonym przez władze okupacyjne klubie Bismarckhütter SV. W czasie wojny podpisał trzecią listę narodowościową i został wcielony do Wehrmachtu. Stacjonował w tym czasie na terenach Holandii, Belgii oraz Francji. W 1944 roku trafił do niewoli, po czym jako jeniec zgłosił się do służby w Polskich Siłach Zbrojnych i otrzymał przydział do Sił Powietrznych. Wodarz był podoficerem-instruktorem wychowania fizycznego w bazie Newton, gdzie powrócił do gry w piłkę nożną w polskiej lotniczej drużynie RAF Newton Notts. W latach 1945–1946 był zawodnikiem szkockiego zespołu Fraserburgh FC. Na początku 1946 roku wrócił do Ruchu, w którym zakończył karierę piłkarską i został trenerem. Posiadał uprawnienia instruktora piłki nożnej, trenera II i I klasy. Pracował jako szkoleniowiec Rymera Niedobczyce, Ruchu Chorzów, Piasta Gliwice, Górnika Zabrze, Górnika Świętochłowice, ŁTS-u Łabędy, Górnika 09 Mysłowice oraz młodzieżowych zespołów Górnika i Stali Zabrze.

## Kariera piłkarska

### Młodość i początki kariery
Gerard Wodarz urodził się 10 sierpnia 1913 w Hajdukach Wielkich w rodzinie Jana i Heleny z domu Mak. Ojciec służył w Armii Cesarstwa Niemieckiego i zginął pod Tannenbergiem w 1914 roku. W młodości Gerard Wodarz uczestniczył w rozgrywkach klubów ulicznych i należał do zespołu „Świętej Jadwigi”. Następnie trenował pod opieką nauczyciela szkolnego, który przeniósł mecze uliczne na hałdę Kalina. W wieku dwunastu lat rozpoczął treningi w juniorach Ruchu Chorzów. Dwa lata później drużynę rezerw rozwiązano, wskutek czego piłkarze utworzyli klub Haller Chorzów. Wywołało to konieczność utworzenia nowej drużyny rezerw z dotychczasowych juniorów. Wodarz zasilił zespół mając czternaście lat i występował na pozycji lewoskrzydłowego. Po pół roku wystąpił w meczu towarzyskim seniorów przeciwko BBTS-owi Bielsko-Biała, w którym zdobył bramkę po strzale z dystansu. W 1929 roku uczestniczył w barwach Ruchu w tygodniowym turnieju w Gdańsku. W 1930 roku ukończył Koedukacyjną Szkołę Handlową w Hajdukach Wielkich.

### Ruch Chorzów
Wodarz został włączony do seniorów Ruchu Chorzów w sezonie 1929. W czasie wyjazdowego meczu z Pogonią Lwów (4:3, 16 czerwca 1929) pełnił rolę rezerwowego bramkarza. Ligowy debiut zanotował 7 lipca 1929 roku podczas przegranego 1:4 spotkania przeciwko Warszawiance, mimo iż był wówczas zawodnikiem nieuprawnionym do występów w lidze. Wymogiem było ukończenie szesnastego roku życia, natomiast Gerardowi brakowało do zrealizowania kryteriów kilku tygodni. Wodarz opuścił boisko w 84. minucie meczu, który był jednocześnie jego jedynym rozegranym pojedynkiem w sezonie. Na zakończenie rozgrywek Ruch zajął dziesiąte miejsce w tabeli.
W maju 1930 roku Wodarz zanotował asystę przy bramce Józefa Soboty w spotkaniu przeciwko Garbarni Kraków (2:2, 18 maja 1930). Pierwszego gola dla Ruchu strzelił 25 maja 1930 roku w wygranej 2:1 konfrontacji z Polonią Warszawa. W domowym meczu z ŁKS (4:0, 8 czerwca 1930) asystował przy bramce zdobytej przez Teodora Peterka. Wodarz jako jedyny zawodnik drużyny wystąpił we wszystkich dwudziestu trzech kolejkach ligowych. Sezon przypieczętował czterema strzelonymi bramkami, dzięki czemu był trzecim najlepszym strzelcem zespołu. Ruch zakończył sezon 1930 na ósmym miejscu.

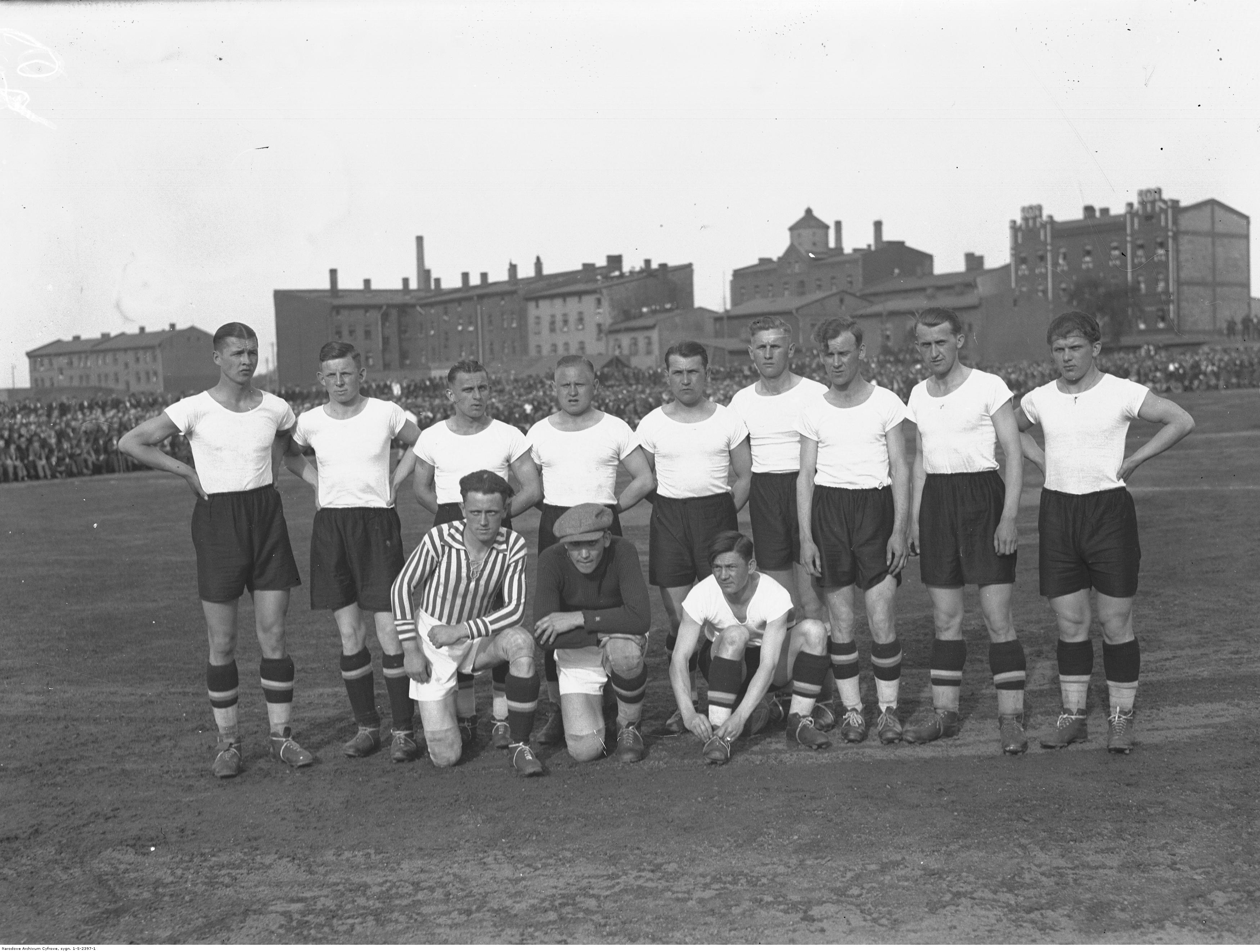
Ruch Chorzów przed meczem z Wisła Kraków (4:1, 29 kwietnia 1934). Wodarz drugi od prawej w górnym rzędzie.

W sezonie 1931 Ruch zajął na zakończenie sezonu piąte miejsce w tabeli ligowej. Wodarz był jednym z czterech zawodników drużyny, obok Konrada Kusza, Karola Dziwisza i Jan Badury, którzy wystąpili we wszystkich dwudziestu dwóch meczach w pełnym wymiarze czasowym. Był autorem sześciu strzelonych goli w rozgrywkach ligowych, przez co został trzecim najlepszym strzelcem zespołu. W wygranym meczu towarzyskim przeciwko AKS Chorzów (9:3, 26 grudnia 1931) zdobył trzy bramki.
W maju 1932 roku Wodarz tryumfował z Ruchem w towarzyskim turnieju, który w czasie święta Zielonych Świątków zorganizował AKS Chorzów. W finałowym pojedynku z Meteorem Praga strzelił dwa gole. W rozgrywkach ligowych sezonu 1932 Ruch przegrał trzy ostatnie kolejki ligowe, przez co zajął w tabeli siódme miejsce. Wodarz był jedynym zawodnikiem w drużynie, który rozegrał wszystkie dwadzieścia dwa mecze w pełnym wymiarze czasowym. Sezon zakończył z sześcioma zdobytymi bramkami w rozgrywkach ligowych, dzięki czemu był drugim najlepszym strzelcem w szeregach zespołu.
W sierpniu 1933 roku piłkarz zanotował asystę przy jednej z bramek zdobytych przez Alfreda Gwosdzia w wygranym spotkaniu przeciwko Pogoń Lwów (5:,1 13 sierpnia 1933). W rozegranym tydzień później przegranym meczu rewanżowym (7:1, 20 sierpnia 1933) doznał kontuzji, którą prasa określiła mianem „nadłamania nogi”. Wodarz był jednym z czterech zawodników drużyny, obok Eryka Kurka, Karola Dziwisza i Huberta Wadasa, którzy wystąpili we wszystkich dwudziestu meczach w pełnym wymiarze czasowym. W rozgrywkach ligowych był autorem dwóch strzelonych goli. Ruch zajął w sezonie 1933 pierwsze miejsce w tabeli, dzięki czemu zdobył pierwsze w historii klubu mistrzostwo Polski.

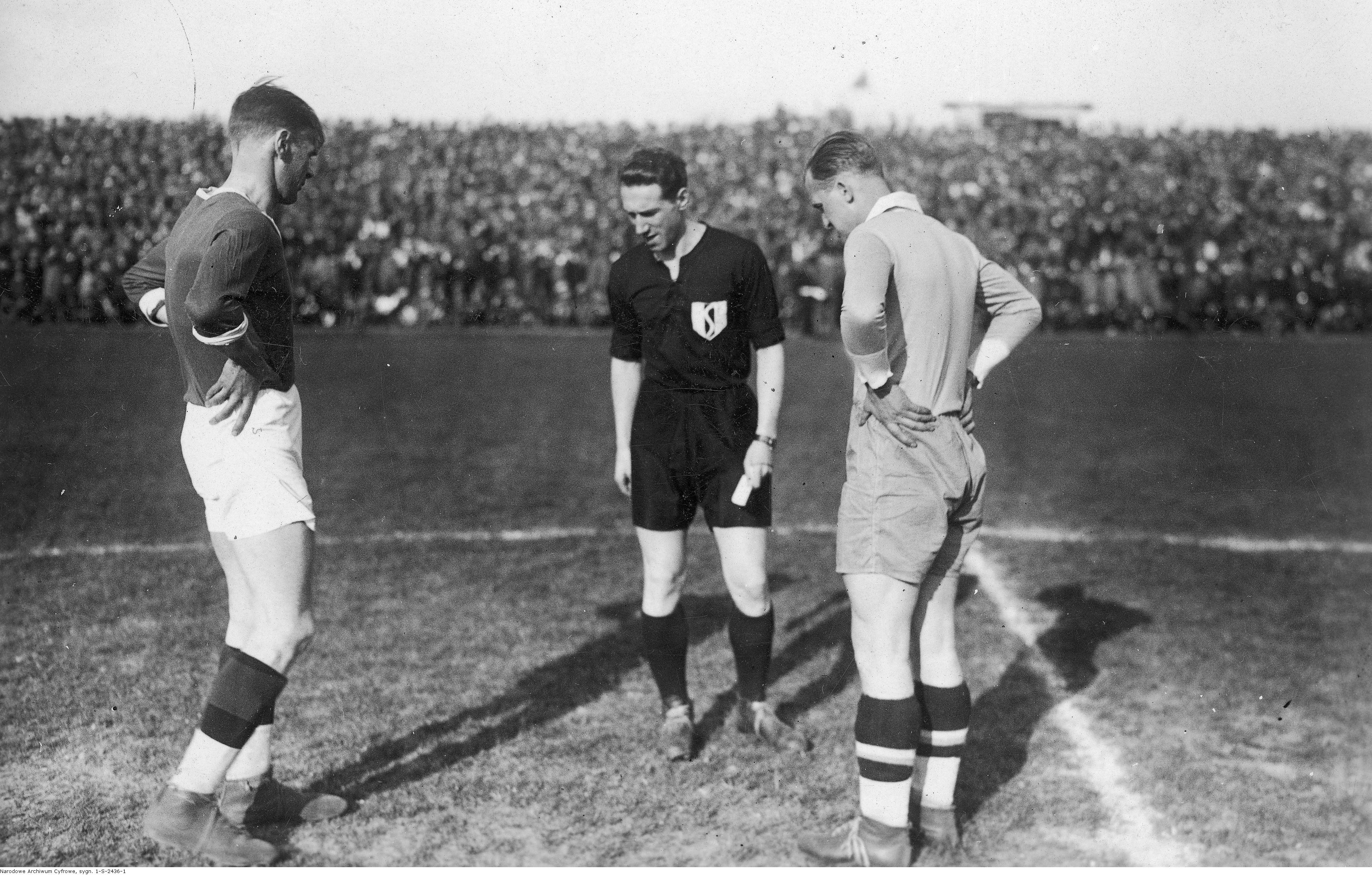
Wodarz (z prawej) w roli kapitana podczas losowania boiska przed meczem z Łódzkim Klubem Sportowym w 1935 roku.

W maju 1934 roku podczas wygranego spotkania z Pogonią Lwów (1:5, 1 lipca 1934) Wodarz opuścił boisko z powodu kontuzji. Był jednym z dwóch zawodników drużyny, obok Ernesta Wilimowskiego, którzy wystąpili we wszystkich dwudziestu jeden meczach ligowych. Sezon zakończył z dorobkiem dziesięciu strzelonych goli i był trzecim najlepszym strzelcem zespołu. Ruch obronił w sezonie 1934 tytuł mistrza Polski.
W 1935 roku Wodarz przejął po Janie Badurze funkcję kapitana drużyny i sprawował ją do końca sezonu. W wyniku kontuzji opuścił w czerwcu dwa spotkania z Legią Warszawa (6:0, 20 czerwca 1935 i 1:0, 23 czerwca 1935) i pojedynek z Garbarnią Kraków (1:1, 30 czerwca 1935). Do pełnej dyspozycji wrócił na rozgrywany w lipcu na mecz z Wartą Poznań (3:1, 7 lipca 1935). Będąc na zgrupowaniu reprezentacyjnym, nabawił się pod koniec miesiąca kolejnej kontuzji. W ligowym spotkaniu przeciwko ŁKS (5:0, 22 września 1935) zaliczył asystę przy jednej z bramek strzelonych przez Teodora Peterka. Pod koniec października zachorował na anginę, przez co nie zagrał w meczu z Garbarnią Kraków (1:0, 27 października 1935). Ruch obronił tytuł mistrzowski zdobyty w poprzednim roku. Wodarz zagrał w czternastu meczach ligowych. Rozgrywki zakończył z dorobkiem czterech strzelonych bramek.

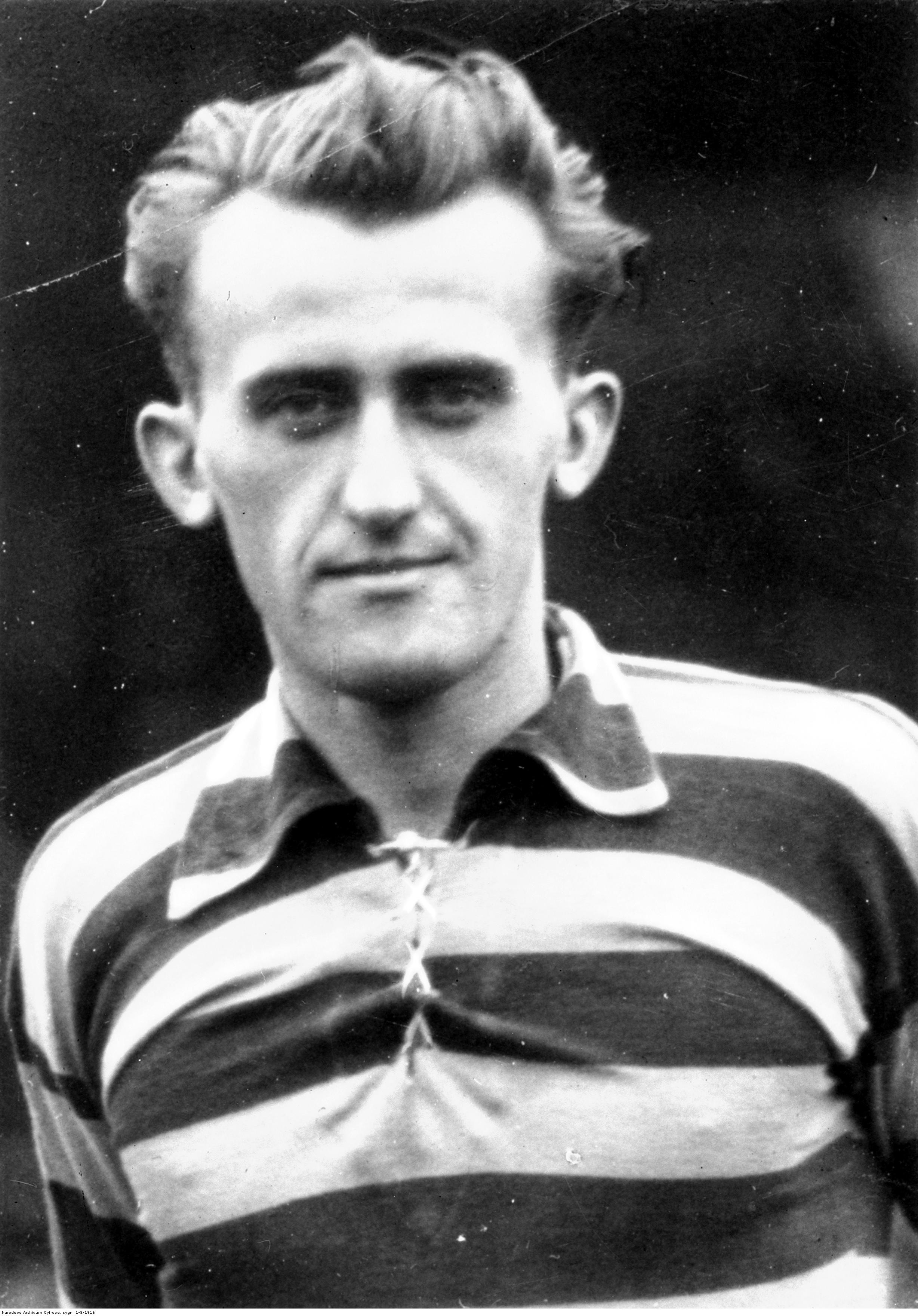
Wodarz w fotografii portretowej jako piłkarz Ruchu

W 1936 roku zawodnik rozpoczął służbę wojskową w 75 Pułku Piechoty w Hajdukach Wielkich. W kwietniu drużyna Ruchu jechała na wielkanocne tournée do Niemiec, gdzie miała rozegrać mecze ze Sportfreunde Halle, Drezdner SC i Fortuną Lipsk. Zgodę na udział sportowca w zawodach musiały wydać władze jednostki wojskowej, gdyż ten nie został wówczas zaprzysiężony. Gerard otrzymał aprobatę i zagrał we wszystkich meczach towarzyskich, zaś w zremisowanej konfrontacji ze Sportfreunde Halle (2:2, 10 kwietnia 1936) oraz zwycięskiej przeciwko Dresdner SC (1:0. 13 kwietnia 1936) strzelił po jednym golu. W sierpniu Wodarz strzelił trzy bramki w wygranym spotkaniu reprezentacyjnym przeciwko Wielkiej Brytanii (4:5, 8 sierpnia 1936), który był rozgrywany w ramach ćwierćfinału igrzysk olimpijskich w Berlinie. Po zakończeniu rywalizacji, Caffel Kirby złożył propozycję transferu piłkarza do jednego z klubów angielskich, w którym był menedżerem. Anglik zaproponował polskim władzom piłkarskim i Ruchowi tytułem odstępnego dziesięć tysięcy funtów brytyjskich. W wygranym pojedynku ligowym z Dębem Katowice (2:1, 20 września 1936), Wodarz asystował przy golu strzelonym przez Ernesta Wilimowskiego. W spotkaniu przeciwko Garbarni Kraków (6:1, 18 października 1936) zdobył hat tricka oraz zaliczył asystę przy jednej z bramek Wilimowskiego. W listopadzie reprezentował Ligę Polską w wygranym meczu o Puchar Prezydenta Rzeczypospolitej Polskiej ze Stanisławowem (1:5, 8 listopada 1936), któremu strzelił bramkę wyrównującą na 1:1 oraz przegranym pojedynku z Krakowem (5:3 pd., 15 listopada 1936). Sezon 1936 Ruch zakończył kolejnym tytułem mistrza Polski. Wodarz był jednym z trzech zawodników drużyny, obok Eryka Tatusia i Edmunda Giemsy, którzy wystąpili we wszystkich osiemnastu meczach ligowych w pełnym wymiarze czasowym. Sezon przypieczętował dziewięcioma zdobytymi bramkami, dzięki czemu był drugim najlepszym strzelcem zespołu.
W lutym 1937 roku drużyna Ruchu rozegrała towarzyskie spotkanie z Iskrą Siemianowice (1:12, 28 lutego 1937), w którym Wodarz zdobył hat tricka. We wrześniu zakończył służbę wojskową w 75. Pułku Piechoty w Hajdukach Wielkich. Pod koniec października Wodarz pojechał z reprezentacją Ligi Polskiej na towarzyski turniej do Francji. Zagrał w wygranym meczu przeciwko Francji Północnej (1:2, 31 października 1937) i spotkaniu finałowym z FC Bologną, która pokonała swojego rywala w eliminacjach, reprezentację Ligi Francuskiej. Liga Polska tryumfowała w turnieju po wysokim zwycięstwie nad Bolognią (5:1, 1 listopada 1937), zaś Wodarz wyróżnił się w tej konfrontacji licznymi dośrodkowaniami, strzałami i przeprowadzonymi akcjami. Po zakończeniu turnieju Wodarz był zamieszany w aferę, która dotyczyła podpisania profesjonalnych kontraktów z drużyną Racingu Club przez polskich piłkarzy. Sprawa wyszła na jaw po tym, jak Ernest Wilimowski i Wilhelm Góra wrócili pijani do hotelu, zamieszkałego przez reprezentację Ligi Polskiej. W kieszeni Ernesta Wilimowskiego znaleziono umowę, która miała być podpisana przez Wodarza. Prasa podała informacje, jakoby zawodnik miał paść ofiarą żartu kolegów z drużyny, którzy w czasie podpisywania kontraktu zapewnili kierowników Racingu Club, że Wodarz również zasili ich klub. Fakt, że Gerard został wciągnięty do sprawy bez wyraźnej wiedzy, potwierdził piłkarz Antoni Gałecki, biorący udział w turnieju. Wodarz wydał oświadczenie, w którym zaznaczył, że nie brał udziału w aferze związanej z podpisaniem kontraktów. Ruch nie obronił tytułu mistrzowskiego z poprzedniego roku i zajął na zakończenie rozgrywek ligowych trzecie miejsce w tabeli. Wodarz był jednym z trzech zawodników drużyny, obok Edmunda Giemsy i Ernesta Wilimowskiego, którzy wystąpili we wszystkich szesnastu meczach w pełnym wymiarze czasowym. Sezon zakończył z sześcioma strzelonymi golami.

„Na dziesiątym miejscu klasyfikujemy Wodarza z mistrzowskiego zespołu piłkarskiego Polski. Grał on wielokrotnie w reprezentacji krajowej i śląskiej, a za granicą jest jednym z najbardziej popularnych naszych graczy.”

W lutym 1938 roku został powołany na towarzyskie spotkania Polski Zachodniej z Francją Północną. W drugim pojedynku między tymi reprezentacjami (4:2, 21 lutego 1938) doznał kontuzji. W lipcu wystąpił w przegranym meczu ćwierćfinałowym o Puchar Prezydenta Rzeczypospolitej Polskiej (7:1, 17 lipca 1938), w którym reprezentacja Śląska podejmowała późniejszego tryumfatora rozgrywek, kadrę Lwowa. W sierpniu zaliczył asystę przy bramce strzelonej głową przez Pawła Malcherka w wygranym spotkaniu ligowym przeciwko AKS-owi Chorzów (1:4, 28 sierpnia 1938). W sezonie 1938 Ruch odzyskał tytuł mistrzowski. Wodarz zagrał w siedemnastu kolejkach ligowych i zdobył trzy bramki. Jedynym meczem, w którym nie wystąpił był mecz Ruchu z ŁKS (2:2, 3 lipca 1938).
W styczniu 1939 roku Wodarz został sklasyfikowany w kategorii mężczyzn na dziesiątym miejscu plebiscytu zorganizowanego przez gazetę Kurier Wieczorny na najlepszego śląskiego sportowca za poprzedni rok. Ze względu na wybuch II wojny światowej rozgrywki ligowe w sezonie 1939 nie zostały ukończone. Wodarz wystąpił ostatni raz w barwach Ruchu przed okupacją niemiecką Polski 20 sierpnia 1939 roku w przegranym 5:2 pojedynku z Wartą Poznań. W niedokończonych rozgrywkach strzelił jedną bramkę i zagrał dziesięć spotkań.

### Okres II wojny światowej
Dwa dni po wybuchu II wojny światowej niemieckie władze okupacyjne zlikwidowały Ruch Chorzów. Wodarz, podobnie jak inni sportowcy z Hajduk Wielkich, wziął udział w kampanii wrześniowej. Zmobilizowany został 24 sierpnia 1939 roku do 75 Pułku Piechoty 23 Dywizji Piechoty wchodzącej w skład Grupy Operacyjnej „Śląsk”. Po dwóch dniach walki z wojskiem niemieckim, jego oddział wycofał się do Krakowa i dalej do Pacanowa. Po przekroczeniu Wisły pułk stał się częścią Armii „Lublin” i uczestniczył w walkach o zajęcie Tomaszowa Lubelskiego, który miał być pomostem w drodze na Lwów. W wyniku problemów z zaopatrzeniem oraz przy przeważającej sile najeźdźcy, oddziały starały przebić się na południe poprzez rozproszenie. Pułk Wodarza skapitulował 21 września 1939 we wsi Łówcza. Następnego dnia Wodarz dostał się do niewoli niemieckiej pod Przeworskiem, jednak uciekł z transportu jeńców na stacji Kraków Płaszów. Przez pewien czas ukrywał się, po czym został zatrzymany w Gliwicach. Ze względu na polskie pochodzenie władze niemieckie pozbawiły go pracy w Hucie Batory i przyznały mu dziewięć marek zasiłku tygodniowego. W listopadzie 1939 roku powołano Bismarckhütter Sport Vereinigung 1899 e.V, dla którego grała część przedwojennych piłkarzy Ruchu. Wodarz był zmuszony występować w BSV, gdyż w przeciwnym razie utraciłby zasiłek i szansę na powrót do pracy w hucie. W barwach nowego zespołu zadebiutował 19 listopada 1939 roku podczas przegranego 1:2 meczu przeciwko Turn-und Sport Lipine. Po jego podaniu honorową bramkę w tym spotkaniu strzelił Teodor Peterek. Po roku gry Wodarz otrzymał etat w hucie, którą okupanci przemianowali na Hutę Bismarcka, już nie na dawnym stanowisku pracownika umysłowego, lecz w dziale produkcji. Do momentu wprowadzenia BSV do Gauligi Górnego Śląska można potwierdzić co najmniej cztery spotkania grupowe sezonu 1939/1940, pięć meczów w następujących po nich eliminacjach, dziewięć pojedynków w 1. Klasse w następnym roku oraz dwa spotkania barażowe przeciwko RSG Myslowitz, w których wystąpił Wodarz. Do siatki rywali trafił w tym czasie przynajmniej dwunastokrotnie. W rozgrywkach Gauligi Górnego Śląska wystąpił na przestrzeni trzech sezonów w szesnastu meczach i strzelił osiem goli. W 1940 roku stanął przed komisją poborową i został wcielony do Wehrmachtu. W styczniu 1942 roku podpisał trzecią listę narodowościową, po czym trafił na szkolenie w koszarach mieszczących się w Phalsbourg na terenach Alzacji-Lotaryngii. W tym czasie spędził trzy miesiące w szpitalu, ponieważ został celowo kopnięty w kolano przez niemieckiego oficera, który dowiedział się o polskich korzeniach piłkarza. Od 12 lipca 1942 roku pełnił służbę frontową w 4. Kompanii 146. Pułku Piechoty uformowanym w Bitche. W sierpniu stacjonował na terenach Antwerpii, zaś w listopadzie krótko we Vlissingen. Następnie został przeniesiony z powrotem do Antwerpii, gdzie sprawował funkcję czwartego pisarza kompanijnego. W lutym 1944 roku zagrał gościnne w przegranym meczu przeciwko Germanii Königshütte (1:2, 20 lutego 1944). Wodarz przebywał w tym czasie na urlopie z wojska i na prośbę kolegów zdecydował się wystąpić w spotkaniu, którego wygranie dałoby tytuł mistrza Śląska w sezonie 1943/1944. Od 1 czerwca 1944 przebywał na froncie zachodnim jako żołnierz 7 kompanii 127 pułku grenadierów, który wchodził w skład 48 Dywizji Piechoty. Ochraniał w tym czasie wybrzeże w rejonie Ostendy. 27 sierpnia 1944 roku podczas bombardowań w rejonie Valence-en-Brie zdezerterował, po czym trafił do niewoli. Posiadał wówczas stopień Obergefreitera. Wodarz został skazany na rozstrzelanie po tym, jak zatrzymano go w niemieckim mundurze. Ostatecznie uniknął śmierci, ponieważ miał w nim zaszyty polski paszport i wizę francuską z 1938 roku. Jako jeniec wojenny zgłosił się do służby w Polskich Siłach Zbrojnych i został przydzielony do Sił Powietrznych. Wodarz został podoficerem-instruktorem wychowania fizycznego w bazie Newton, gdzie mieściła się szkoła pilotażu podstawowego 16. SFTS. W 1945 roku powrócił do gry w piłkę nożną w polskiej lotniczej drużyny RAF Newton Notts, zaś w latach 1945–1946 był zawodnikiem szkockiego zespołu Fraserburgh FC. Służbę w wojsku zakończył w polskim stopniu plutonowego i brytyjskim Sergeanta.

### Powrót do Ruchu Chorzów
Wodarz wrócił do Polski na początku stycznia 1946 roku. Drużynę Ruchu Chorzów, która występowała w rozgrywkach śląskiej A klasy, wzmocnił przed rozpoczęciem rundy rewanżowej sezonu 1945/1946. Na początku marca zagrał w pierwszym spotkaniu w barwach Ruchu po zakończeniu II wojny światowej. Wystąpił w przegranym 4:2 meczu towarzyskim z Koszarawą Żywiec. Oficjalnie po zakończeniu działań wojennych zadebiutował 17 marca 1946 roku przeciwko Siemianowiczance. W zremisowanym 3:3 pojedynku zdobył bramkę. Na przełomie kwietnia i maja dostał pracę w hucie Batory. Zespół nie zagrał w spotkaniach o mistrzostwo Śląska, ponieważ mistrzem grupy, w której grał Ruch został Rymer Niedobczyce.
Sezon 1946/1947 Wodarz rozpoczął od strzelenia bramki w wygranym spotkaniu przeciwko RKS-owi Łagiewniki (1:7, 27 października 1946). Ruch zwyciężył swoją grupę w rozgrywkach śląskiej A klasy, zaś Wodarz był autorem dziesięciu goli. Latem 1947 roku Ruch tryumfował w finałach mistrzostw Śląska, dzięki czemu otrzymał możliwość gry w eliminacjach międzyokręgowych o wejście do I ligi. Po ich zwyciężeniu, drużyna przystąpiła do eliminacji krajowych o wejście do I ligi, w których Wodarz wystąpił w jednym spotkaniu. We wrześniu został wypożyczony do AKS Chorzów na mecz towarzyski z SK Liben Praga. Podyktowane było to brakami kadrowymi AKS, którego pięciu piłkarzy otrzymało powołania do reprezentacji Polski.

## Kariera reprezentacyjna

### Reprezentacja Polski

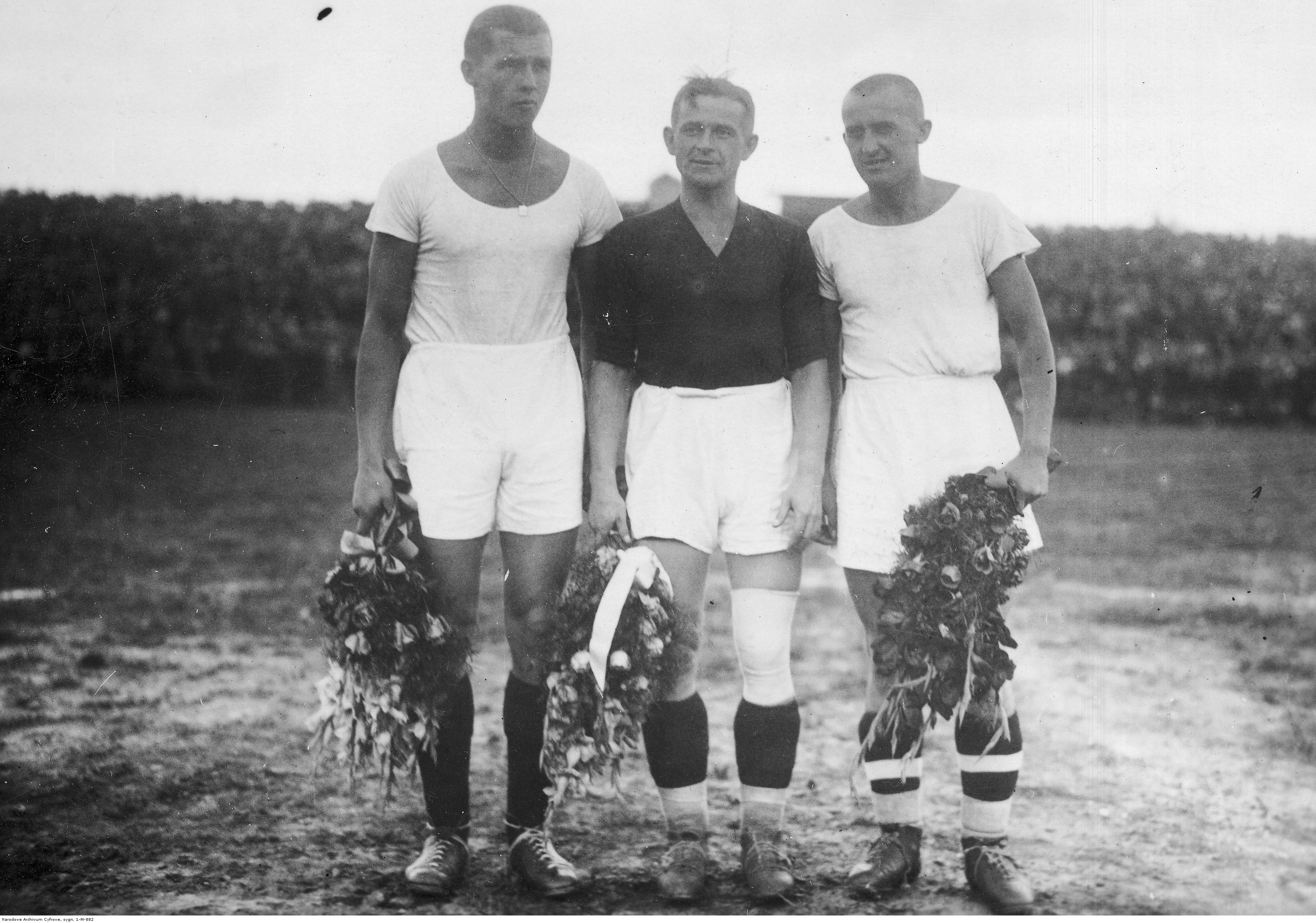
Powitanie piłkarzy biorących udział w Letnich Igrzyskach Olimpijskich w Berlinie przez zarząd Łódzkiego Klubu Sportowego. Wodarz pierwszy z prawej.

Wodarz był reprezentantem Polski w latach 1932–1939. Wystąpił w tym czasie w dwudziestu ośmiu meczach i zdobył dziewięć bramek. Zadebiutował 2 października 1932 roku w kadrze prowadzonej przez selekcjonera Józefa Kałużę w wygranym 0:5 spotkaniu towarzyskim przeciwko Rumunii, w którym zanotował asystę przy bramce strzelonej na 0:2 przez Józefa Nawrota. Pierwszego gola w barwach narodowych zdobył 14 października 1934 roku w wygranym 2:6 meczu z Łotwą. Wodarz zaliczył w tej konfrontacji jeszcze dwa trafienia, dzięki czemu skompletował hat tricka. Karierę reprezentacyjną zakończył po zremisowanym pojedynku z Belgią (3:3, 27 maja 1939).

#### Letnie Igrzyska Olimpijskie 1936
O udziale reprezentacji Polski na letnich igrzyskach olimpijskich w Berlinie poinformował zarząd Polskiego Związku Piłki Nożnej na posiedzeniu, które miało miejsce 15 czerwca 1936. Obóz przygotowawczy do turnieju rozpoczął się 6 lipca na Stadionie Wojska Polskiego w Warszawie. Powołanie otrzymało trzydziestu sześciu graczy, wśród których znalazł się Wodarz. Reprezentacja rozegrała w czasie przygotowań cztery spotkania towarzyskie. W dniach 11–12 lipca kadra zagrała dwa sparingi z Wackerem Wiedeń. Wodarz wystąpił w wygranym meczu rozegranym drugiego dnia (3:1, 12 lipca 1936) i został uznany za najlepszego piłkarza na boisku. Kolejne dwa pojedynki kontrolne, mające decydować o definitywnym ustaleniu składu olimpijskiego, odbyły się w dniach 18–19 lipca. Przeciwnikiem reprezentacji Polski była węgierska drużyna Phöbus Budapeszt. Wodarz zagrał w drugim meczu i strzelił w nim trzy bramki (4:4, 19 lipca 1936). Po zakończeniu przygotowań zarząd Polskiego Związku Piłki Nożnej zatwierdził przedstawioną przez kapitana związkowego Józefa Kałużę listę osiemnastu olimpijczyków, pośród których był Wodarz.

„Wszystko mi się w tym meczu udawało. Oddawałem centry dokładnie moim kolegom, a dwie bramki strzelone przeze mnie do przerwy były, jak to określili obserwatorzy, majstersztykiem”

Na letnich igrzyskach olimpijskich w Berlinie reprezentacja Polski była prowadzona przez selekcjonera Kurta Otto i kapitana związkowego Józefa Kałużę. Wodarz złożył ślubowanie w przerwie spotkania Ruchu Chorzów z Wartą Poznań (1:1, 29 września 1935), zaś na turnieju olimpijskim zagrał we wszystkich czterech meczach. W wygranym spotkaniu 1/8 finału przeciwko amatorskiej reprezentacji Węgier (0:3, 5 sierpnia 1936) zdobył w drugiej połowie gola. W zwycięskim meczu ćwierćfinałowym przeciwko amatorskiej kadrze Wielkiej Brytanii (4:5, 8 sierpnia 1936) strzelił hat tricka. Wodarz wystąpił w przegranym półfinale z amatorską reprezentacją Austrii (1:3, 11 sierpnia 1936) oraz meczu o trzecie miejsce przeciwko Norwegii (2:3, 13 sierpnia 1936), w którym zdobył bramkę na 1:0 wykorzystując podanie Waleriana Kisielińskiego z rzutu rożnego. W klasyfikacji na najlepszego strzelca turnieju zajął trzecie miejsce. Został również uznany za najlepszego lewoskrzydłowego olimpiady i uhonorowany przez Międzynarodowy Komitet Olimpijski złotym zegarkiem.

#### Mistrzostwa Świata w Piłce Nożnej 1938

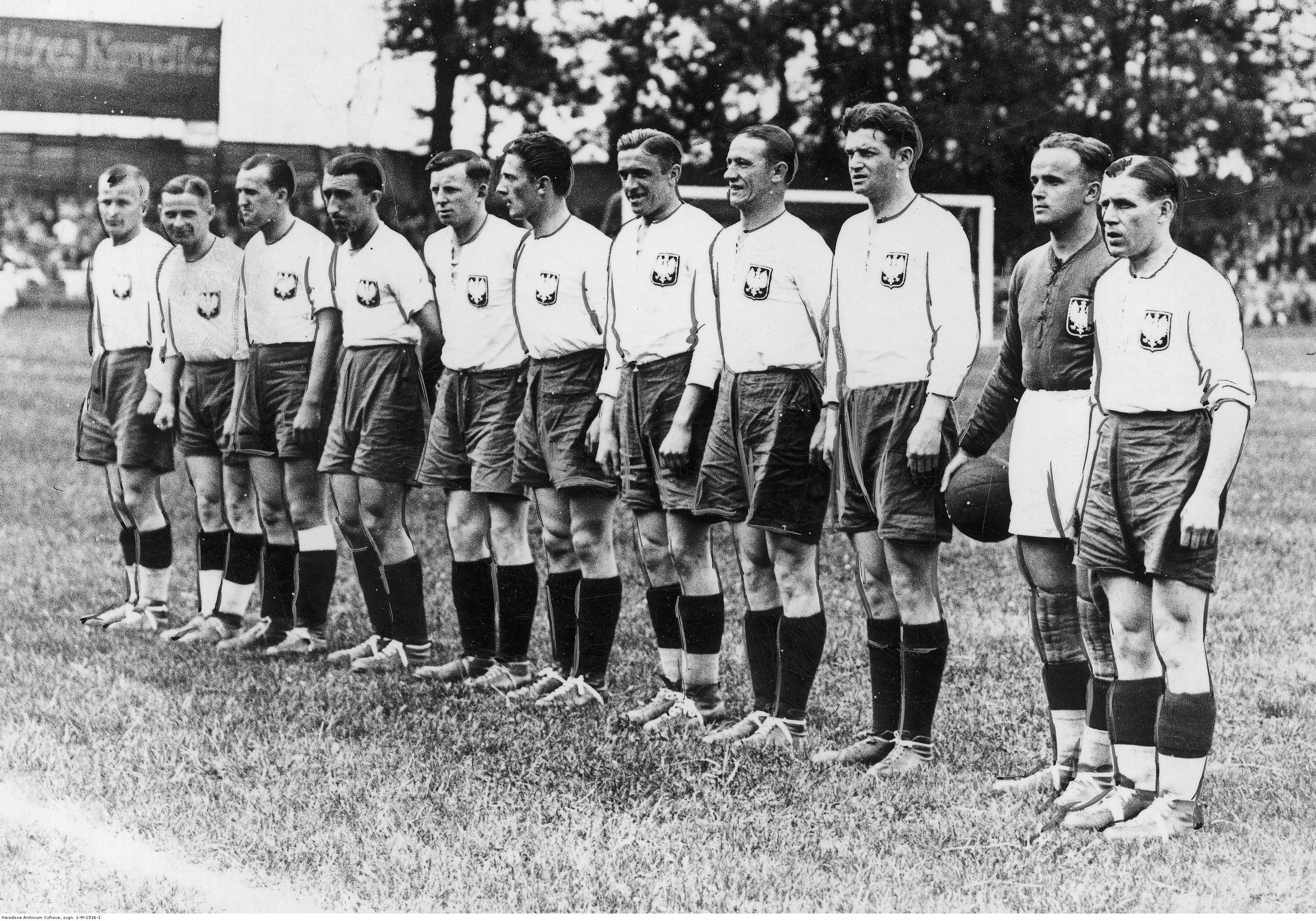
Reprezentacja Polski na MŚ w 1938 przed meczem z Brazylią. Gerard Wodarz trzeci od lewej.

W eliminacjach do mistrzostw świata we Francji reprezentacja Polski zmierzyła się w dwumeczu z Jugosławią. W pierwszym spotkaniu, które zwyciężyli Polacy (4:0, 10 października 1937), Wodarz zainicjował akcję, po której Leonard Piontek strzelił bramkę na 1:0. Przygotowania do rewanżu rozpoczęły się w grudniu 1937 roku od dwumiesięcznego obozu zimowego, na który powołanie otrzymał Wodarz. W marcu 1938 roku uczestniczył w zgrupowaniu reprezentacji w Warszawie i wystąpił w przegranym sparingu przeciwko miejscowej Polonii (1:7, 22 marca 1938). W kwietniu zagrał w przegranym meczu rewanżowym z Jugosławią (1:0, 3 kwietnia 1938) i dzięki lepszemu bilansowi bramkowemu w dwumeczu awansował z reprezentacją do turnieju głównego.
Przed wyjazdem na turniej olimpijski, kadrowicze uczestniczyli w tygodniowym obozie przygotowawczym w Wągrowcu. Reprezentacja Polski była prowadzona przez selekcjonerów Mariana Spoidę i Tadeusza Forysia oraz kapitana związkowego Józefa Kałużę. Wodarz zagrał w spotkaniu przeciwko Brazylii (6:5 pd., 5 czerwca 1938), która dzięki zwycięstwu wyeliminowała Polaków z dalszych rozgrywek. Po zakończeniu mistrzostw świata trafił do zestawienia najlepszych piłkarzy turnieju na pozycji lewoskrzydłowego.

„Był (...) wyjątkowo dobrze usposobiony, miał niejednokrotnie piękne zagrania, a jego strzały na bramki prawie zawsze nosiły w sobie zarodek zdobycia gola.”

### Reprezentacja Śląska
Wodarz był reprezentantem Śląska w latach 1931–1947. Wystąpił w tym czasie w piętnastu meczach i zdobył trzy bramki. Zadebiutował 25 października 1931 roku w przegranym 5:2 spotkaniu towarzyskim przeciwko reprezentacji Wrocławia, zaś pierwszą bramkę strzelił 8 grudnia 1936 roku w przegranej 4:6 konfrontacji z Floridsdorfer AC. W lipcu 1938 roku zagrał w ćwierćfinałowym meczu o Puchar Prezydenta Rzeczypospolitej Polskiej, w którym reprezentacja Śląska poniosła porażkę z Lwowem (7:1, 17 lipca 1938), późniejszym tryumfatorem rozgrywek. W czasie okupacji wojennej wystąpił dla Śląska w trzech meczach towarzyskich, w których rywalami były drużyny Brandenburgii, Kraju Sudetów i Saksonii. Ostatni pojedynek w barwach reprezentacji zagrał przeciwko Brnu (2:3, 21 czerwca 1947).

### Reprezentacja Górnego Śląska
W latach 1924–1939 były rozgrywane mecze pomiędzy reprezentacjami polskiej i niemieckiej części Górnego Śląska. W wyniku powstań śląskich i plebiscytu na Górnym Śląsku region podzielono na część wschodnią i zachodnią, przez co reprezentacje nazywano także odpowiednio Śląskiem Polskim i Niemieckim. Przez prasę konfrontacje te były określane mianem „małych meczów międzypaństwowych”. Wodarz występował w reprezentacji polskiej części Górnego Śląska w latach 1934–1939. Zagrał w tym czasie w siedmiu spotkaniach i zdobył cztery bramki. Zadebiutował 18 marca 1934 roku w zremisowanym bezbramkowo meczu rozegranym w Bytomiu, zaś pierwszą bramkę strzelił 1 września 1935 roku w wygranym 9:1 pojedynku, który odbył się w Katowicach. Ostatni raz w „małym meczu międzypaństwowym” wystąpił na początku 1939 roku. Górny Śląsk poniósł porażkę w pojedynku rozegranym w Bytomiu (5:3, 8 stycznia 1939), który był równolegle ostatnią rywalizacją reprezentacji pomiędzy sobą przed wybuchem II wojny światowej.

## Kariera trenerska

### Rymer Niedobczyce
W połowie sezonu 1948 Wodarz rozpoczął pracę w pierwszoligowym Rymerze Niedobczyce, który od siedmiu kolejek ligowych pozostawał bez trenera. Wcześniej drużynę prowadził przez sześć spotkań Pavel Lovas. Wodarz przejął zespół w momencie, gdy ten zajmował jedenaste miejsce w tabeli ligowej. Na ławce trenerskiej zadebiutował 1 sierpnia 1948 roku w przegranym 4:0 meczu z Cracovią. Rymer zajął na zakończenie rozgrywek przedostatnie, trzynaste miejsce w tabeli i spadł z ligi. Wodarz prowadził zespół w trzynastu spotkaniach. Zgromadził z nim w tym czasie osiem punktów, odniósł trzy wygrane, dwa remisy i osiem porażek oraz odnotował stosunek bramkowy 14:26.

### Ruch Chorzów
Po dziesięciu kolejkach ligowych sezonu 1949 Wodarz rozpoczął pracę w Ruchu Chorzów, który był dotychczas bez trenera. W momencie przejęcia przez niego drużyny, „Niebiescy” zajmowali dziewiąte miejsce w tabeli ligowej. W nowym zespole Wodarz zadebiutował 3 lipca 1949 roku w przegranym 8:4 spotkaniu z Lechem Poznań. Przepuszczenie ośmiu goli w tym meczu przez Rudolfa Szeję było ligowym rekordem „Niebieskich” pod względem straconych bramek w historii klubu. Ruch zajął na zakończenie rozgrywek ósme miejsce w tabeli, dzięki czemu uniknął spadku z ligi. Wodarz prowadził zespół w dwunastu spotkaniach. Zgromadził w tym czasie dwanaście punktów, odniósł pięć zwycięstw, dwa remisy i pięć porażek oraz zanotował stosunek bramkowy 24:23.

### Piast Gliwice
W 1950 roku Wodarz uzyskał uprawnienia instruktora piłki nożnej. W połowie sezonu 1949/1950 rozpoczął pracę w Piaście Gliwice, który występował wówczas w opolskiej A klasie. Na stanowisku trenera zastąpił Edwarda Metzgera. Wodarz zadebiutował w roli szkoleniowca Piasta 19 marca 1950 roku w wygranym 3:2 meczu derbowym z Carbo Gliwice. „Piastunki” zakończyły sezon na czwartym miejscu w tabeli z dorobkiem dwudziestu pięciu punktów.

### Górnik Zabrze
W październiku 1950 roku Wodarz rozpoczął pracę w Górniku Zabrze. „Trójkolorowi” występowali wówczas w katowickiej A klasie. Wodarz zastąpił na stanowisku trenera Karola Luksa, który w minionym sezonie przegrał z drużyną eliminacje o wejście do II ligi. Pierwszy mecz na ławce trenerskiej w nowym zespole Wodarz zanotował 6 grudnia w przegranym 2:4 meczu towarzyskim z Ruchem Chorzów. Sparing został rozegrany z okazji święta Barbórki i był jednocześnie pierwszym pojedynkiem drużyn w historii Wielkich Derbów Śląska. Wiosną 1951 roku Polski Związek Piłki Nożnej zreorganizował II ligę i powiększył liczbę klubów, biorących udział w rozgrywkach, w związku z czym do rywalizacji włączył Górnika. Przed rozpoczęciem sezonu 1951 Wodarz przygotowywał zespół na obozie w Szklarskiej Porębie, po czym rozegrał trzy mecze kontrolne, w którym przegrał 1:5 z Ruchem Chorzów i wygrał 7:0 z Concordią Knurów oraz 4:0 z Naprzodem Janów. Oficjalny debiut Wodarza w roli trenera Górnika miał miejsce 8 kwietnia, kiedy to „Trójkolorowi” wygrali 5:1 ze Skrą Częstochowa w ramach inauguracji drugoligowych rozgrywek. Górnik zakończył sezon na drugim miejscu w tabeli, przegrywając możliwość gry w barażach o I ligę z Górnikiem Wałbrzych o jeden punkt. Drużyna Wodarza zgromadziła dwadzieścia jeden punktów, zaliczyła dziesięć zwycięstw, jeden remis i trzy porażki oraz odnotowała bilans bramkowy 38:11.
Przed startem sezonu 1952 w przygotowaniach zespołu pomagał Alfred Krawczyk, trener piłki ręcznej, który był odpowiedzialny za prowadzenie zajęć ogólnorozwojowych. „Trójkolorowi” zajęli na zakończenie rozgrywek szóste miejsce w tabeli, gromadząc szesnaście punktów. Drużyna Wodarza zaliczyła sześć wygranych, siedem remisów i pięć porażek oraz odnotowała bilans bramowy 27:17. W wyniku reorganizacji II ligi, w której zredukowano liczbę klubów, biorących udział w rozgrywkach z czterdziestu do czternastu, Górnik został zdegradowany do III ligi. W październiku 1952 roku „Trójkolorowi” po raz pierwszy w historii przystąpili do rywalizacji o Puchar Polski na szczeblu centralnym, w którym dotarli do 1/8 finału. W 1/64 zabrzanie wygrali 2:1 z Garbarnią Kraków, w 1/32 zwyciężyli 4:2 Wartę Poznań, natomiast w 1/16 pokonali 1:0 AKS Chorzów. Udział w Pucharze Polski zespół Wodarza zakończył po porażce 1:2 z Legią II Warszawa.
W sezonie 1953 Górnik zajął na zakończenie rozgrywek ligowych pierwsze miejsce w tabeli i otrzymał prawo do gry w barażach o II ligę. „Trójkolorowi” zgromadzili na swoim koncie czterdzieści pięć punktów, notując przy tym dwadzieścia zwycięstw, cztery remisy i stosunek bramkowy 73:13. Według źródeł, mecz rewanżowy z Niwką Sosnowiec miał zostać „ustawiony”, gdyż gospodarze potrzebowali punktów do utrzymania się w rozgrywkach. Wodarz miał wiedzieć o tym fakcie, przez co nie pojechał na spotkanie. We wrześniu 1953 roku Górnik zagrał dwumecz o prawo gry w grupie eliminacyjnej o II ligę z Hetmanem Białystok. W pierwszym meczu na wyjeździe zabrzanie przegrali 2:1, po czym wygrali u siebie 3:0. „Trójkolorowi” wywalczyli awans do II ligi po zajęciu pierwszego miejsca w grupie eliminacyjnej. Zespół Wodarza zdobył wówczas dziewięć punktów, zaliczył cztery zwycięstwa, jedną porażkę i remis oraz zanotował bilans bramkowy 14:5.
W listopadzie 1953 roku Górnik zainaugurował rozgrywki Pucharu Polski 1953/1954 od wyjazdowego zwycięstwa 1:2 nad Gryfem Słupsk. Wiosną 1954 roku „Trójkolorowi” wygrali w 1/16 finału z zespołem rezerw Lechii Gdańsk oraz przegrali w 1/8 z Górnikiem Radlin, przez co odpadli z dalszej fazy rozgrywek. W sezonie 1954 Górnik zajął na zakończenie sezonu piąte miejsce z dorobkiem dwudziestu jeden punktów. Drużyna Wodarza zaliczyła siedem zwycięstw, siedem remisów i sześć porażek oraz odnotowała bilans bramkowy 24:16. Po zakończeniu rozgrywek nastąpiły istotne zmiany w klubie, które według źródeł miały wprowadzić go do I ligi. Ze stanowiska prezesa usunięto Bernarda Bugdoła. W listopadzie 1954 roku zakończono również współpracę z Wodarzem, który miał być „poczciwy i uczciwy, aż do przesady”, przez co „nie był najlepszym wykonawcą tych ambicji”. Czteroletnia współpraca Wodarza z Górnikiem jest najdłuższym nieprzerwanym stażem w historii klubu poza Ekstraklasą.
Od momentu rozpoczęcia pracy Wodarz sprawował równolegle opiekę nad drużyną juniorów, którą kontynuował do 1978 roku. W 1953 roku wywalczył z juniorami „Trójkolorowych” mistrzostwo Śląska.

### Górnik Świętochłowice i ŁTS Łabędy
W sezonie 1957 Wodarz rozpoczął pracę w Górniku Świętochłowice, który występował wtenczas w śląskiej lidze wojewódzkiej (trzeci poziom rozgrywkowy). W nowym zespole zadebiutował 7 kwietnia 1957 roku w przegranym 0:5 spotkaniu z GKS-em Gliwice. Górnik zakończył sezon na siódmym miejscu w tabeli z dorobkiem dwudziestu dwóch punktów i stosunkiem bramkowym 22:38. W kolejnym roku Wodarz prowadził ŁTS Łabędy, z którym wywalczył awans z A klasy do śląskiej ligi wojewódzkiej. ŁTS zakończył sezon 1958 z dorobkiem trzydziestu ośmiu punktów i zajął pierwsze miejsce w tabeli grupy zabrzańskiej, mając pięć punktów przewagi nad drugim Carbo Gliwice i sześć punktów nad trzecim Ludwikiem Mikulczyce.

### Powrót do Piasta Gliwice i Ruchu Chorzów
W sezonie 1960 Wodarz ponownie związał się Piastem Gliwice, z którym miał okazję współpracować dziesięć lat wcześniej. Wodarz stworzył w drugoligowym Piaście duet trenerski z Jerzym Kubiakiem. Na stanowisku szkoleniowca zastąpili Henryka Skromnego. Duet Wodarz–Kubiak zadebiutował w „Piastunkach” 13 marca 1960 roku w przegranym 2:1 z Górnikiem Radlin. Prowadzony przez nich zespół zakończył rozgrywki na trzecim miejscu w tabeli ligowej, tracąc cztery punkty do drugiego miejsca premiowanego awansem do I ligi. Piast zdobył w sezonie 1960 dwadzieścia sześć punktów, odniósł dziesięć zwycięstw, sześć remisów i porażek oraz zanotował bilans bramkowy 38:27.
W 1961 roku Wodarz uzyskał tytuł trenera II klasy. W sezonie 1961 po raz drugi w karierze został trenerem Ruchu Chorzów. Zastąpił na tym stanowiska Lajosa Szolara. Wodarz poprowadził „Niebieskich” w trzech pierwszych spotkaniach sezonu, w których odniósł jeden remis i dwie porażki. W tym czasie zanotował z drużyną bilans bramkowy 1:5. Ze względu na słabe wyniki stracił posadę na rzecz Gerarda Cieślika, a ten z kolei został w dalszej części sezonu zastąpiony przez Sándora Tátraia. Ruch zakończył rozgrywki ligowe na piątym miejscu w tabeli.
W 1967 roku Wodarz prowadził Górnika 09 Mysłowice, który grał w śląskiej lidze wojewódzkiej, będącej wówczas czwartym poziomem rozgrywkowym w Polsce. Zespół Wodarza zajął na zakończenie sezonu czternaste miejsce w tabeli ze stosunkiem bramkowym 20:33 i spadł z ligi. W 1972 roku Wodarz figurował jako trener juniorów Stali Zabrze. Cztery lata później uzyskał tytuł trenera I klasy.

## Statystyki

### Klubowe w I lidze
| Sezon | Klub         | Liga   | Liga krajowa | Liga krajowa |
| ----- | ------------ | ------ | ------------ | ------------ |
| Sezon | Klub         | Liga   | Meczów       | Bramek       |
| 1929  | Ruch Chorzów | I Liga | 1            | 0            |
| 1930  | Ruch Chorzów | I Liga | 23           | 4            |
| 1931  | Ruch Chorzów | I Liga | 22           | 6            |
| 1932  | Ruch Chorzów | I Liga | 22           | 6            |
| 1933  | Ruch Chorzów | I Liga | 20           | 2            |
| 1934  | Ruch Chorzów | I Liga | 21           | 10           |
| 1935  | Ruch Chorzów | I Liga | 14           | 4            |
| 1936  | Ruch Chorzów | I Liga | 18           | 9            |
| 1937  | Ruch Chorzów | I Liga | 16           | 6            |
| 1938  | Ruch Chorzów | I Liga | 17           | 3            |
| 1939  | Ruch Chorzów | I Liga | 10           | 1            |
| Razem | Razem        | Razem  | 184          | 51           |

### Reprezentacja Polski
| Reprezentacja | Rok     | Mecze | Bramki |
| ------------- | ------- | ----- | ------ |
| Polska        | 1932    | 1     | 0      |
| Polska        | 1933    | 3     | 0      |
| Polska        | 1934    | 5     | 3      |
| Polska        | 1935    | 1     | 0      |
| Polska        | 1936    | 5     | 3      |
| Polska        | 1937    | 3     | 1      |
| Polska        | 1938    | 8     | 2      |
| Polska        | 1939    | 2     | 0      |
| Ogólnie       | Ogólnie | 28    | 9      |

| Mecze i gole w reprezentacji | Mecze i gole w reprezentacji | Mecze i gole w reprezentacji | Mecze i gole w reprezentacji | Mecze i gole w reprezentacji | Mecze i gole w reprezentacji | Mecze i gole w reprezentacji | Mecze i gole w reprezentacji |
| Polska                       | Polska                       | Polska                       | Polska                       | Polska                       | Polska                       | Polska                       | Polska                       |
| Lp.                          | Data                         | Miejsce                      | Przeciwnik                   | Wynik                        | Gol                          | Rozgrywki                    |                              |
| ---------------------------- | ---------------------------- | ---------------------------- | ---------------------------- | ---------------------------- | ---------------------------- | ---------------------------- | ---------------------------- |
| 1.                           | 02.10.1932                   | Bukareszt, Rumunia           | Rumunia                      | 0:5                          |                              | towarzyski                   |                              |
| 2.                           | 04.06.1933                   | Warszawa, Polska             | Belgia                       | 0:1                          |                              | towarzyski                   |                              |
| 3.                           | 10.09.1933                   | Warszawa, Polska             | Jugosławia                   | 4:3                          |                              | towarzyski                   |                              |
| 4.                           | 03.12.1933                   | Berlin, Niemcy               | Niemcy                       | 1:0                          |                              | towarzyski                   |                              |
| 5.                           | 21.05.1934                   | Kopenhaga, Dania             | Dania                        | 4:2                          |                              | towarzyski                   |                              |
| 6.                           | 23.05.1934                   | Sztokholm, Szwecja           | Szwecja                      | 4:2                          |                              | towarzyski                   |                              |
| 7.                           | 26.08.1934                   | Belgrad, Jugosławia          | Jugosławia                   | 4:1                          |                              | towarzyski                   |                              |
| 8.                           | 09.09.1934                   | Warszawa, Polska             | Niemcy                       | 2:5                          |                              | towarzyski                   |                              |
| 9.                           | 14.10.1934,                  | Ryga, Łotwa                  | Łotwa                        | 2:6                          | Gol · Gol · Gol              | towarzyski                   |                              |
| 10.                          | 12.05.1935                   | Wiedeń, Austria              | Austria                      | 5:2                          |                              | towarzyski                   |                              |
| 11.                          | 16.02.1936                   | Bruksela, Belgia             | Belgia                       | 5:2                          |                              | towarzyski                   |                              |
| nieoficjalny                 | 05.08.1936                   | Berlin, Niemcy               | Węgry                        | 0:3                          | Gol                          | IO 1936                      |                              |
| nieoficjalny                 | 08.08.1936                   | Berlin, Niemcy               | Wielka Brytania              | 4:5                          | Gol · Gol · Gol              | IO 1936                      |                              |
| nieoficjalny                 | 11.08.1936                   | Berlin, Niemcy               | Austria                      | 3:1                          |                              | IO 1936                      |                              |
| 12.                          | 13.08.1936                   | Berlin, Niemcy               | Norwegia                     | 3:2                          | Gol                          | IO 1936                      |                              |
| 13.                          | 06.09.1936                   | Belgrad, Jugosławia          | Jugosławia                   | 9:3                          | Gol                          | towarzyski                   |                              |
| 14.                          | 13.09.1936                   | Warszawa, Polska             | Niemcy                       | 1:1                          | Gol                          | towarzyski                   |                              |
| 15.                          | 04.10.1936                   | Kopenhaga, Dania             | Dania                        | 2:1                          |                              | towarzyski                   |                              |
| 16.                          | 23.06.1937                   | Warszawa, Polska             | Szwecja                      | 3:1                          | Gol                          | towarzyski                   |                              |
| 17.                          | 04.07.1937                   | Łódź, Polska                 | Rumunia                      | 2:4                          |                              | towarzyski                   |                              |
| 18.                          | 10.10.1937                   | Warszawa, Polska             | Jugosławia                   | 4:0                          |                              | el. MŚ 1938                  |                              |
| 19.                          | 13.03.1938                   | Zurych, Szwajcaria           | Szwajcaria                   | 3:3                          |                              | towarzyski                   |                              |
| 20.                          | 03.04.1938                   | Belgrad, Jugosławia          | Jugosławia                   | 1:0                          |                              | el. MŚ 1938                  |                              |
| 21.                          | 22.05.1938                   | Warszawa, Polska             | Irlandia                     | 6:0                          | Gol · Gol                    | towarzyski                   |                              |
| 22.                          | 05.06.1938                   | Strasburg, Francja           | Brazylia                     | 6:5                          |                              | MŚ 1938                      |                              |
| 23.                          | 18.09.1938                   | Chemnitz, Niemcy             | Niemcy                       | 4:1                          |                              | towarzyski                   |                              |
| 24.                          | 25.09.1938                   | Warszawa, Polska             | Jugosławia                   | 4:4                          |                              | towarzyski                   |                              |
| 25.                          | 23.10.1938                   | Warszawa, Polska             | Norwegia                     | 2:2                          |                              | towarzyski                   |                              |
| 26.                          | 13.11.1938                   | Dublin, Irlandia             | Irlandia                     | 3:2                          |                              | towarzyski                   |                              |
| 27.                          | 22.01.1939                   | Paryż, Francja               | Francja                      | 4:0                          |                              | towarzyski                   |                              |
| 28.                          | 27.05.1939                   | Łódź, Polska                 | Belgia                       | 3:3                          |                              | towarzyski                   |                              |

### Reprezentacja Śląska
| Reprezentacja | Rok     | Mecze | Bramki |
| ------------- | ------- | ----- | ------ |
| Śląsk         | 1931    | 1     | 0      |
| Śląsk         | 1932    | 1     | 0      |
| Śląsk         | 1933    | 1     | 0      |
| Śląsk         | 1934    | 0     | 0      |
| Śląsk         | 1935    | 0     | 0      |
| Śląsk         | 1936    | 2     | 1      |
| Śląsk         | 1937    | 2     | 0      |
| Śląsk         | 1938    | 2     | 1      |
| Śląsk         | 1939    | 1     | 0      |
| Śląsk         | 1940    | 1     | 0      |
| Śląsk         | 1941    | 1     | 0      |
| Śląsk         | 1942    | 0     | 0      |
| Śląsk         | 1943    | 0     | 0      |
| Śląsk         | 1944    | 0     | 0      |
| Śląsk         | 1945    | 0     | 0      |
| Śląsk         | 1946    | 2     | 1      |
| Śląsk         | 1947    | 1     | 0      |
| Ogólnie       | Ogólnie | 15    | 3      |

| Mecze i gole w reprezentacji | Mecze i gole w reprezentacji | Mecze i gole w reprezentacji | Mecze i gole w reprezentacji | Mecze i gole w reprezentacji | Mecze i gole w reprezentacji | Mecze i gole w reprezentacji | Mecze i gole w reprezentacji |
| Śląsk                        | Śląsk                        | Śląsk                        | Śląsk                        | Śląsk                        | Śląsk                        | Śląsk                        | Śląsk                        |
| Lp.                          | Data                         | Miejsce                      | Przeciwnik                   | Wynik                        | Gol                          | Rozgrywki                    |                              |
| ---------------------------- | ---------------------------- | ---------------------------- | ---------------------------- | ---------------------------- | ---------------------------- | ---------------------------- | ---------------------------- |
| 1.                           | 25.10.1931                   | Wrocław, Polska              | Wrocław                      | 5:2                          |                              | towarzyski                   |                              |
| 2.                           | 10.07.1932                   | Katowice, Polska             | Lwów                         | 3:1                          |                              | Puchar redakcji Sportu       |                              |
| 3.                           | 12.09.1933                   | Katowice, Polska             | Budapeszt                    | 1:3                          |                              | towarzyski                   |                              |
| 4.                           | 21.05.1936                   | Chorzów, Polska              | Kraków                       | 4:0                          |                              | towarzyski                   |                              |
| 5.                           | 08.12.1936                   | Chorzów, Polska              | Floridsdorfer AC             | 4:6                          | Gol                          | towarzyski                   |                              |
| 6.                           | 06.04.1937                   | Wiedeń, Austria              | Floridsdorfer AC             | 2:4                          |                              | towarzyski                   |                              |
| 7.                           | 09.06.1937                   | Chorzów, Polska              | Kraj Basków                  | 3:4                          |                              | towarzyski                   |                              |
| 8.                           | 18.05.1938                   | Chorzów, Polska              | Wolverhampton Wanderers      | 4:4                          | Gol                          | towarzyski                   |                              |
| 9.                           | 17.07.1938                   | Lwów, Polska                 | Lwów                         | 7:1                          |                              | Puchar Polski                |                              |
| 10.                          | 31.12.1939                   | Berlin, III Rzesza           | Brandenburgia                | 3:3                          |                              | towarzyski                   |                              |
| 11.                          | 14.04.1940                   | Katowice, III Rzesza         | Kraj Sudetów                 | 4:3                          |                              | towarzyski                   |                              |
| 12.                          | 09.02.1941                   | Katowice, III Rzesza         | Saksonia                     | 3:5                          |                              | towarzyski                   |                              |
| 13.                          | 28.04.1946                   | Katowice, Polska             | Kraków                       | 1:1                          |                              | Puchar im. Józefa Kałuży     |                              |
| 14.                          | 03.05.1946                   | Katowice, Polska             | Gdańsk                       | 4:1                          | Gol                          | towarzyski                   |                              |
| 15.                          | 21.06.1947                   | Katowice, Polska             | Brno                         | 2:3                          |                              | towarzyski                   |                              |

### Reprezentacja Górnego Śląska
| Reprezentacja | Rok     | Mecze | Bramki |
| ------------- | ------- | ----- | ------ |
| Górny Śląsk   | 1934    | 1     | 0      |
| Górny Śląsk   | 1935    | 2     | 2      |
| Górny Śląsk   | 1936    | 1     | 2      |
| Górny Śląsk   | 1937    | 1     | 0      |
| Górny Śląsk   | 1938    | 1     | 0      |
| Górny Śląsk   | 1939    | 1     | 0      |
| Ogólnie       | Ogólnie | 7     | 4      |

| Mecze i gole w reprezentacji | Mecze i gole w reprezentacji | Mecze i gole w reprezentacji | Mecze i gole w reprezentacji | Mecze i gole w reprezentacji | Mecze i gole w reprezentacji | Mecze i gole w reprezentacji | Mecze i gole w reprezentacji |
| Górny Śląsk                  | Górny Śląsk                  | Górny Śląsk                  | Górny Śląsk                  | Górny Śląsk                  | Górny Śląsk                  | Górny Śląsk                  | Górny Śląsk                  |
| Lp.                          | Data                         | Miejsce                      | Przeciwnik                   | Wynik                        | Gol                          | Rozgrywki                    |                              |
| ---------------------------- | ---------------------------- | ---------------------------- | ---------------------------- | ---------------------------- | ---------------------------- | ---------------------------- | ---------------------------- |
| 1.                           | 18.03.1934                   | Bytom                        | Śląsk Opolski                | 0:0                          |                              | towarzyski                   |                              |
| 2.                           | 24.03.1935                   | Zabrze                       | Śląsk Opolski                | 3:3                          |                              | towarzyski                   |                              |
| 3.                           | 01.09.1935                   | Katowice                     | Śląsk Opolski                | 9:1                          | Gol · Gol                    | towarzyski                   |                              |
| 4.                           | 01.03.1936                   | Bytom                        | Śląsk Opolski                | 1:3                          | Gol · Gol                    | towarzyski                   |                              |
| 5.                           | 26.12.1937                   | Bytom                        | Śląsk Opolski                | 2:4                          |                              | towarzyski                   |                              |
| 6.                           | 05.02.1938                   | Katowice                     | Śląsk Opolski                | 2:1                          |                              | towarzyski                   |                              |
| 7.                           | 08.01.1939                   | Bytom                        | Śląsk Opolski                | 5:3                          |                              | towarzyski                   |                              |

### Trenerskie
| Statystyki kariery trenerskiej | Statystyki kariery trenerskiej | Statystyki kariery trenerskiej | Statystyki kariery trenerskiej | Statystyki kariery trenerskiej | Statystyki kariery trenerskiej | Statystyki kariery trenerskiej | Statystyki kariery trenerskiej |
| Zespół                         | Sezon                          | Liga                           |                                |                                |                                |                                |                                |
| Zespół                         | Sezon                          | Liga                           | Mecze                          | Wygrane                        | Remisy                         | Przegrane                      | % wygranych                    |
| ------------------------------ | ------------------------------ | ------------------------------ | ------------------------------ | ------------------------------ | ------------------------------ | ------------------------------ | ------------------------------ |
| Rymer Niedobczyce              | 1948                           | I Liga                         | 13                             | 3                              | 2                              | 8                              | 23.1                           |
| Ruch Chorzów                   | 1949                           | I Liga                         | 12                             | 5                              | 2                              | 5                              | 41.7                           |
| Górnik Zabrze                  | 1951                           | II Liga                        | 14                             | 10                             | 1                              | 3                              | 71.4                           |
| Górnik Zabrze                  | 1952                           | II Liga                        | 18                             | 6                              | 7                              | 5                              | 33.3                           |
| Górnik Zabrze                  | 1954                           | II Liga                        | 20                             | 7                              | 7                              | 6                              | 35                             |
| Ruch Chorzów                   | 1961                           | I Liga                         | 3                              | 0                              | 1                              | 2                              | 0                              |

## Sukcesy

### Ruch Chorzów
- Mistrzostwo Polski w sezonach: 1933, 1934, 1935, 1936, 1938
- 3. miejsce w mistrzostwach Polski w sezonie 1937

### Trenerskie
- Awans z Górnikiem Zabrze do II ligi w sezonie 1953
- Awans z ŁTS Łabędy do III ligi w sezonie 1958

### Wyróżnienia
- Piłkarz roku według ekspertów piłkarskiej encyklopedii Fuji w 1936 roku[191]
- Najlepszy lewoskrzydłowy turnieju olimpijskiego w 1936 roku[40]
- 10. miejsce w Plebiscycie Przeglądu Sportowego w 1936 roku[192]

- Zestawienie najlepszych piłkarzy mistrzostw świata na pozycji lewoskrzydłowego w 1938 roku[107]
- 10. miejsce w plebiscycie zorganizowanym przez Kurier Wieczorny na najlepszego śląskiego sportowca w kategorii mężczyzn za 1938 rok[58]
- Nominacja do reprezentacji 100-lecia Polskiego Związku Piłki Nożnej w 2019 roku[193]

## Życie prywatne
Wodarz był w związku małżeńskim z Łucją z domu Zorzycką, z którą miał czworo dzieci: Marcelinę, Krystynę oraz bliźniaków Mariana i Lucjana. Jego szwagrem był Franciszek Zorzycki. Z wykształcenia był księgowym. Pracował w hucie Batory oraz przedsiębiorstwie obrotu nabiałem „Manna”. Zmarł 8 listopada 1982 w Chorzowie i został pochowany na cmentarzu należącym do parafii Wniebowzięcia Najświętszej Maryi Panny przy ul. Granicznej.

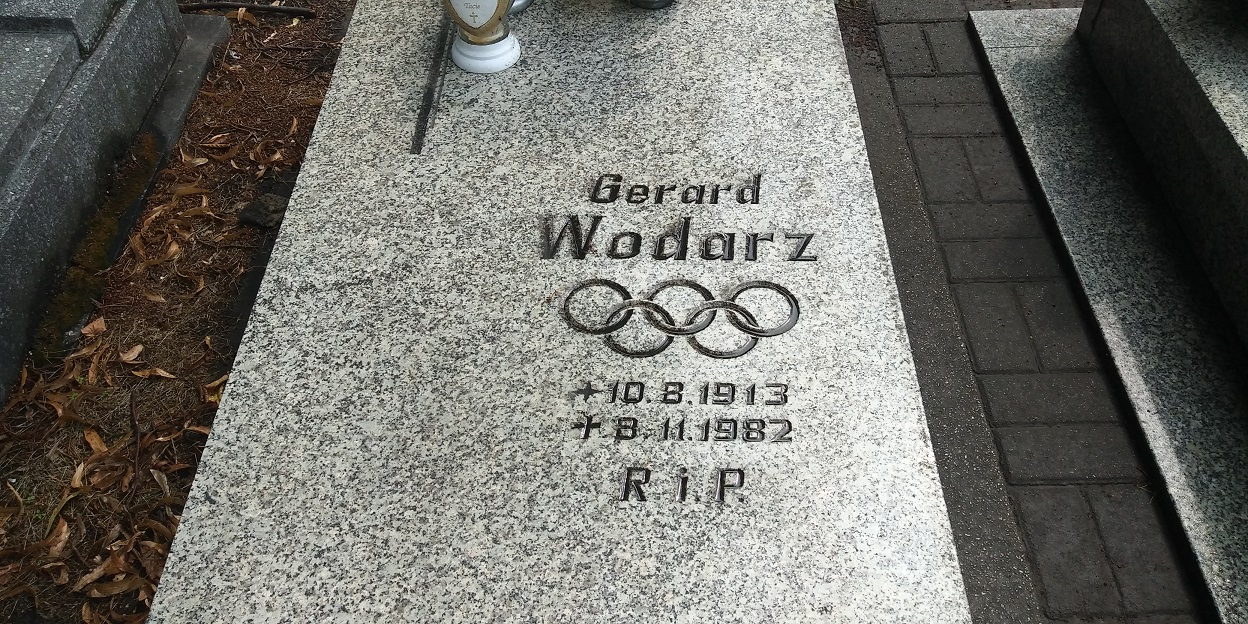
Grób Gerarda Wodarza na cmentarzu przy ul. Granicznej w Chorzowie. Parcela nr 6.

Grób Gerarda Wodarza

## Odznaczenia
- Srebrna Odznaka Polskiego Związku Piłki Nożnej (1935)[195]
- Srebrny Krzyż Zasługi (1938)[196]